# 宋玉兰
宋玉兰（1968年—），江苏盐城人，汉族，中华人民共和国政治人物、第十一届全国人民代表大会江苏地区代表。
毕业于江苏公安专科学校治安管理专业，是中共党员。担任南京市公安局鼓楼分局特巡警大队副教导员。2008年起担任全国人大代表。